# Palácio dos Coruchéus
O Palácio dos Coruchéus, também conhecido como palacete ou casa senhorial, foi construído durante o século XVIII e remete para uma quinta então aqui existente chamada Quinta dos Coruchéus. 
Note-se que nesta altura Alvalade era ainda uma zona de arrabaldes da cidade, com os terrenos reservados para a agricultura e a pastorícia. Essa quinta pertencia à família Velho de Moscoso , uma família de posses da zona de Viana do Castelo ligados à produção do vinho alvarinho. Sabe-se que o edifício servia simultaneamente como casa de apoio às atividades da quinta, no rés-do-chão, e de casa de habitação no piso superior.
O terramoto de 1755 ter-lhe-á provocado danos consideráveis. Deste modo o edifício atual é já uma reconstrução, feita provavelmente nos finais do séc. XIX, tendo sido aproveitadas somente algumas partes do edifício primitivo, das quais destaca-se a varanda com loggia. Podem-se ainda observar marcas da reconstrução no aproveitamento dos azulejos, onde o padrão nem sempre é coincidente. O que já não existem são os coruchéus, que lhe dão nome. Coruchéus são remates de pedra ou madeira, geralmente de remate piramidal, presentes em edifícios apalaçados ou mesmo torres.
A progressiva expansão da cidade, culminada na total urbanização desta zona foi levando de forma progressiva ao desmantelamento da quinta e ao abandono do palacete. O seu último inquilino conhecido, antes da sua aquisição pela Câmara Municipal de Lisboa, foi a actriz Maria das Neves, famosa pelo seu papel de D. Rosa no filme “O Pátio das Cantigas” (António Ribeiro, 1942).
Camarário desde 1945, o edifício chegou a ser pensado para escola, também para arquivo, mas acabou por ficar a servir durante anos como armazém dos fatos e adereços do Cortejo Histórico de 1947 que celebrou os 800 anos da conquista de Lisboa pelos cristãos. Tal uso deixou marcas no imaginário dos moradores mais velhos, sendo ainda hoje referidos “os vestidos de rainhas e princesas” por aqui avistados.
A construção do complexo de ateliers municipais nos terrenos da antiga quinta veio colocar o velho palácio na rota do mundo das artes plásticas. Para aqui foi pensada a instalação da casa-museu do escultor Diogo de Macedo. O espaço acabou contudo por ser utilizado para acolhimento de uma biblioteca especializada em arte e para a receção de exposições. E em 1989 foi aqui instalada a Divisão de Património Cultural da Câmara Municipal de Lisboa, tendo servido para esse fim até 2009. 
Em 2013 o espaço passa a ser, finalmente, de pleno uso público pela população do bairro, com a inauguração da Biblioteca dos Coruchéus, uma biblioteca pública da Divisão da Rede de Bibliotecas da Câmara Municipal de Lisboa. Dos seus serviços destacam-se a promoção da leitura, das literacias e do acesso ao conhecimento com a disponibilização de coleções documentais para consulta local ou domiciliária e a realização de sessões de aprendizagem não formal.